# Сисенна Статилий Тавр
Сисенна Статилий Тавр (лат. Sisenna Statilius Taurus) — политический деятель эпохи ранней Римской империи.
Его отцом был двукратный консул Тит Статилий Тавр. В 16 году Сисенна занимал должность ординарного консула вместе с Луцием Скрибонием Либоном. Он владел большими имениями в Далмации и Северной Италии, а также домом на Палатинском холме в Риме, который ранее принадлежал Марку Туллию Цицерону. Его сыном был палатинский салий Сисенна Статилий Тавр, а дочерью — Статилия Корнелия. Также Тавр входил в состав коллегии понтификов.